# Otón Enrique del Palatinado-Sulzbach
Otón Enrique del Palatinado-Sulzbach (Amberg, 22 de julio de 1556-Sulzbach, 29 de agosto de 1604) fue el conde palatino de Sulzbach desde 1569 hasta 1604.

## Vida
Otón Enrique nació como uno de los cinco hijos de Wolfgang, condé Palatino de Zweibrücken y de Ana de Hesse. Después de la muerte de su padre en 1569, sus tierras se dividieron entre Otón Enrique y sus cuatro hermanos: Otón Enrique recibió el territorio alrededor de Sulzbach-Rosenberg.
Otón Enrique murió en Sulzbach en 1604 y fue enterrado en Lauingen. Sin hijos sobrevivientes, Sulzbach fue heredado por su hermano Felipe Luis del Palatinado-Neoburgo.

### Matrimonio e hijos
Otón Enrique se casó con Dorotea María de Württemberg (3 de septiembre de 1559-23 de marzo de 1639), hija del duque Cristóbal, el 25 de noviembre de 1582 y tuvieron los siguientes hijos:
- Luis (6 de enero (1584 - 12 de marzo de 1584).
- Ana Isabel (19 de enero de 1585 - 18 de abril de 1585).
- Jorge Federico (15 de marzo de 1587 - 25 de abril de 1587).
- Dorotea Sofía (10 de marzo de 1588 - 24 de septiembre de 1607).
- Sabina (25 de febrero de 1589 - 1 de septiembre de 1645), casada en 1625 con el barón Jorge de Wartenberg.
- Otón Jorge (9 de abril de 1590 - 20 de mayo de 1590).
- Susana (6 de junio de 1591 - 21 de febrero de 1661), casada en 1613 con Jorge Juan II, conde palatino de Lützelstein-Guttenberg.
- María Isabel (5 de abril de 1593 - 23 de febrero de 1594).
- Ana Sybille (10 de mayo de 1594 - 10 de diciembre de 1594).
- Ana Sofía (6 de diciembre de 1595 - 21 de abril de 1596).
- Magdalena Sabina (6 de diciembre de 1595 - 18 de febrero de 1596).
- Dorotea Úrsula (2 de septiembre de 1597 - 25 de marzo de 1598).
- Federico Christian (19 de enero de 1600 - 25 de marzo de 1600).